# The Amazing Spider-Man 3: Invasion of the Spider-Slayers
«The Amazing Spider-Man 3: Invasion of the Spider-Slayers» (рус. Удивительный Человек-Паук 3: Вторжение Убийц пауков) — третья видеоигра, выпущенной Acclaim Entertainment для оригинального Game Boy на основе героя комиксов с тем же именем. Игра была выпущена в 1993 году и похожа по стилю и формату на «прошлую часть».

## Сюжет
Сюжетная линия игры соответствует современной сюжетной линии комиксов; Человек-паук подвергается нападению со стороны высокотехнологичного Убийцы пауков.
Как и в случае с «Человеком-пауком 2», игрок должен управлять Человеком-пауком на разных уровнях, сражаясь с врагами и супер-злодеями, одновременно пытаясь решить различные типы головоломок. На первом уровне игрок должен различать преступников в парке, а обычные гаражане просто читают газеты в парке. После победы над головорезами Человек-паук возьмет на себя 1-го босса, Убийцу пауков. После победы над ним игроку придётся пройти на вершину здания и сразиться с другим роботом, на этот раз в виде огромной роботизированной птицы. На следующем этапе Человек-паук будет сражаться против Электро, и после победы над ним ему придётся пройти лабораторию Тинкерера, чтобы встретиться лицом к лицу со Скорпионом. Как только он побеждает его, он пробиваетесь к следующему этапу и сражается с другим роботом, а затем на заключительном этапе, где надо победить Алистера Смайта.